# BYEBYE (日村勇紀の曲)
BYEBYEは、ゴッドタンの「芸人マジ歌選手権」2018年1月に歌われたバナナマン日村勇紀の楽曲である。「マジ卍」や、「インスタ映え」などの2017年の流行語が歌詞に含まれている。また、この曲は、日村の扮する「ヒム子」のカワイイところが歌詞に盛り込まれている。ゴッドタンでは、日村が安室奈美恵のファン「アムラー」にあやかり、「ヒムラー」に扮して歌唱した。
ゴッドタンで歌われた日村の曲の中では最もダンスの精度が高い楽曲と言われ、「ヒム子の恋する独裁国家」と並び、日村の名曲と称される。

## 歌詞
前述したように、2017年の流行語が歌詞に多数含まれている。他にも、ヒム子のカワイイ角度や、デビルの場面、武田鉄矢のモノマネのところなど、笑いを取る場面もたくさんあり、全体的に盛り上がりのある楽曲となっている。